# Vicente Ballester Tinoco
Vicente Ballester Tinoco (Cádiz, 1903-19 de septiembre de 1936) fue un político, escritor y periodista español, de ideología anarquista. De profesión carpintero y ebanista.

## Biografía
El andaluz Vicente Ballester Tinoco fue uno de los principales representantes del anarquismo español del período de la Segunda República española junto a, por ejemplo, los hermanos Ascaso y Miguel Pérez Cordón. Comprometido de lleno con la propagación de las ideas anarquistas, no se conformó exclusivamente con escribir en periódicos artículos críticos y novelas panfletarias, sino que actuó como un verdadero revolucionario sabiendo mantener un equilibrio entre teoría y acción. Propagó la Alianza Obrera Revolucionaria.
Sobre su incierta muerte, Federica Montseny sólo contribuye desde su fugaz prólogo a La voz de la sangre, a construir la figura del Vicente Ballester héroe, personaje mitológico de la imaginería ácrata. Propone dos versiones radicales de su trágico final, ninguna de ellas confirmada. De este modo, al igual que los grandes inmortales del anarquismo como Durruti con las siete versiones de su muerte, ingresó en la incierta pero valiosa historia de las narraciones colectivas del pueblo. Y es que, después de todo: «Rara vez se escribe lo que pasa en la calle. Hay que considerar, además, la larga práctica de la ilegalidad, que se convierte en una segunda naturaleza de los anarquistas españoles».
Al final poco importa su enigmático fin, si lo verdaderamente importante es que su nombre, junto a sus acciones por construir un mundo más justo, no se olvidaron. Y esto es así porque: «Los viejos hombres de la revolución son más fuertes que el mundo que les sucedió».

## El Crimen de Casas Viejas
Sin embargo, las novelas que escribió no muestran de un modo apropiado la valía del autor. Lo más importante de su obra quedó marcado por un crimen brutal cometido por la reacción (republicana en este caso), en enero de 1933. Es el crimen del pueblo de Casas Viejas, en la provincia de Cádiz (actualmente tiene el nombre de Benalup) donde murieron 25 personas quemadas vivas (entre ellos el carbonero Francisco Cruz, más conocido como “Seisdedos”) por la Guardia de Asalto republicana
El motivo de tan salvaje ataque no fue otro que la proclamación del comunismo libertario en aquella miserable zona de Andalucía. Estos campesinos anarquistas andaluces perdieron la paciencia, detectaron muy pronto que las promesas de Azaña en materia de reforma agraria no se cumplirían jamás y decidieron acelerar la venida de las reformas agrarias con esa revolución a pequeña escala en Casas Viejas. Esa “irreverencia” hacia el poder les costó muy cara. Si bien, la Guardia Civil consiguió, como ocurre en estos casos, el efecto contrario al deseado, esto es, elevó a la categoría de mártires a los humildes campesinos, encendiendo la mecha libertaria en diferentes zonas de la península ibérica y mostrando un radical descontento hacia la II República.
Allí, in situ, en Casas Viejas, es donde Ramón J. Sender escribió sus crónicas para su Viaje a la aldea del crimen y donde Vicente Ballester escribió el borrador de su obra más conocida: Han pasado los bárbaros. La verdad sobre Casas Viejas (1933). De esta obra extraemos su concisa crítica de los acontecimientos: «Más que un sepulcro donde quedaron depositadas las ansias de libertad, Casas Viejas es hoy un símbolo; es la aurora, una aurora roja que despunta».

### Fechas de nacimiento y fallecimiento
Sobre la fecha de nacimiento y muerte del autor resulta deducible si nos atenemos a las palabras de Federica Montseny que escribe en el prólogo a La voz de la sangre, de Vicente Ballester (Toulouse, Ediciones Universo, s.f., ¿1940?, pag. 2): 

«Cuando estalló el movimiento de 1936, en el que él vivió una pasión y una muerte más grandes que las de Cristo, Ballester, como Cristo, contaba 33 años».

Murió fusilado, un 19 de septiembre de 1936.

### Recepción anarquista de la II República Española
Sobre la recepción anarquista de la II República española resultan muy esclarecedoras las palabras de Federica Montseny en "Colectivo Febrero, Federica Montseny. Una entrevista con la Historia", Barcelona, Fundació d´Estudis Libertaris Federica Montseny, 1999, p. 9.: 

«La República fue bien acogida por todos, pero se cifraron en ella muchas más esperanzas de las que podía sustentar. La gente esperaba una República federal, y no centralista; una República social, con realizaciones económicas avanzadas, con expropiaciones de tierras para acabar con el latifundio, con facilidades a las cooperativas, y a los sindicatos agrícolas; o en el aspecto industrial, avances de tipo tecnológico y social, que la República no hizo. No hizo porque no pudo, porque no quiso, porque no se le dejó tiempo, es difícil poder calibrarlo. A mi entender, falló porque no hubo hombres lo bastantes enérgicos y con bastante acometida como para hacer las cosas rápidas»

H. M. Enzensberger, El corto verano de la anarquía. Vida y muerte de Durruti, Barcelona, Anagrama, 2002, p. 236;  
ibídem, p. 260.

## Obras principales
- El último cacique, Barcelona, La Revista Blanca, 1930.[1]
- La tragedia vulgar de un hombre libre, Barcelona, La Revista Blanca, s.f.[2]
- El asalto, Barcelona, La Revista Blanca, 1932.[3]
- Escoria social, Barcelona, La Revista Blanca, 1932.
- Han pasado los bárbaros. La verdad sobre Casas Viejas, Sevilla, Imprenta Fernández, 1933.
- La voz de la sangre, Toulouse, Ediciones Universo, s.f., ¿1940?[4]

Todas las obras se encuentran en el Instituto Internacional de Historia Social de Ámsterdam.